# August Burns Red
August Burns Red est un groupe de metalcore américain, originaire de Lancaster, en Pennsylvanie. Les caractéristiques musicales du groupe se basent sur des breakdowns et riffs à tempo varié, ainsi que sur des paroles dont les sujets se centrent sur la dépression, la tolérance, et le décès d'un être cher. Le 6 octobre 2017, le groupe sort un album intitulé "Phantom Anthem". Le groupe dispose de plusieurs albums de reprises de musiques de Noël. Le 3 avril 2020, le groupe sort un nouvel album intitulé "Guardians". En octobre 2022, le groupe annonce la sortie du nouvel album intitulé "Death Below" pour le 24 mars 2023. Le 2 novembre le groupe publie le premier morceau "Ancestry" en featuring avec Jesse Leach de Killswitch Engage.

## Biographie

### Formation etThrill Seeker(2003–2006)
August Burns Red est formé en mars 2003 à la période durant laquelle les membres du groupe sont au lycée. Après quelques shows locaux à Lancaster, ils enregistrent leur premier EP, intitulé Looks Fragile After All, qui est publié au label CI Records en 2004. Le chanteur Jon Hershey quitte finalement le groupe la même année, ce qui mène Josh McManness à le remplacer. Après quelques mois de concerts avec McManness, August Burns Red signe au label Solid State Records en 2005.
Leur nom August Burns Red provient d'un incident arrivé à leur premier chanteur, John Hersey : « au lycée, un de leurs meilleurs amis, John Hersey, qui était aussi le chanteur à l'époque, sortait avec une fille dont le prénom était August. Quand la relation a commencé à dégénérer, il y mit fin et au lieu d'être triste, son ex-petite amie a été très très très énervée. John, à ce moment-là, avait un chien appelé Redd, un setter irlandais à poil roux. Elle est donc venue chez lui et a mis feu à son chien vivant, dans la niche. Le nom vient du titre du journal local le lendemain : August Burns Red. » Cependant, dans une interview accordée au webzine Beehave, le guitariste du groupe JB avoue qu'il s'agissait d'une histoire montée de toutes pièces.

### Messengers(2006–2009)

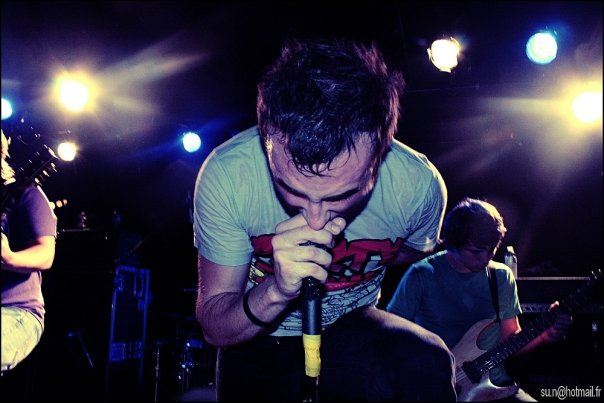
Jake Luhrs, chanteur qui se joindra au groupe en 2006.

McManness quitte le groupe en 2006, lassé des tournées. Il est remplacé par Jake Luhrs. Le bassiste Jordan Tuscan quitte le groupe également la même année et pour des raisons similaires à celles de McManness. Il est remplacé par le bassiste Dustin Davidson, un ami du groupe. Le deuxième album du groupe, Messengers, est publié le 19 juin 2007, et se classe 81e au classement Billboard 200.
En 2008, August Burns Red joue à de nombreuses reprises en Amérique du Nord et en Europe pour la promotion de Messengers. Entre avril et mai, ils jouent aux côtés de As I Lay Dying et Misery Signals aux États-Unis et au Canada. En septembre et octobre la même année, ils jouent avec A Skylit Drive, Sky Eats Airplane, Greeley Estates, et This or the Apocalypse aux États-Unis. Après cette série de tournées, le groupe enregistre deux reprises de chansons populaires : une version instrumentale de Carol of the Bells pour la compilation X Christmas publiée dans le film The Spirit en 2008 ; une reprise de ...Baby One More Time de la chanteuse pop Britney Spears pour la compilation Punk Goes Pop 2 publiée en mars 2009.
Le 24 février 2009, le groupe fait paraître un EP, Lost Messengers: The Outtakes. Il contient des pistes non incluses dans la version finalisée de Messengers. La première soirée de August Burns Reds au moyen-Orient se déroule le 6 mars 2009 au Dubai Desert Rock Festival. La dernière soirée pour la promotion de leur album se déroule aux États-Unis aux côtés du groupe de metalcore All That Remains entre avril et mai.

### Constellations(2009–2011)
Pour la promotion de leur prochain album, August Burns Red publie plusieurs chansons et un clip vidéo en juin 2009. Les chansons Thirty and Seven, Existence, et Ocean of Apathy sont publiées les 15, 21 et 29 juin, respectivement. Un clip vidéo de la chanson Meddler est également publié le même mois. Le 7 juillet 2009, une semaine avant la publication de leur album, August Burns Red publie l'album entier sur leur profil Myspace laissé pendant une brève période. August Burns Red publient leur troisième album, Constellations le 14 juillet 2009. Dès le 1er août 2009, l'album est classé 24e au Billboard 200. Une autre tournée américaine est organisée avec August Burns Red en tête d'affiche apparaissant aux côtés de Blessthefall, Enter Shikari, All Shall Perish, et Iwrestledabearonce. Après cette tournée, le groupe se lance dans une brève tournée en Australie avec Architects en soutien à Parkway Drive. August Burns Red joue avec Underoath et Emery en novembre et décembre 2009.
Le groupe publie son premier CD/DVD live, Home, le 28 septembre 2010. Ils participent ensuite à la tournée Alternative Press en novembre. Le 23 février 2010, Constellations est nommé pour le Dove Award dans la catégorie « meilleur album rock ».

### LeveleretSleddin' Hill(2011–2013)

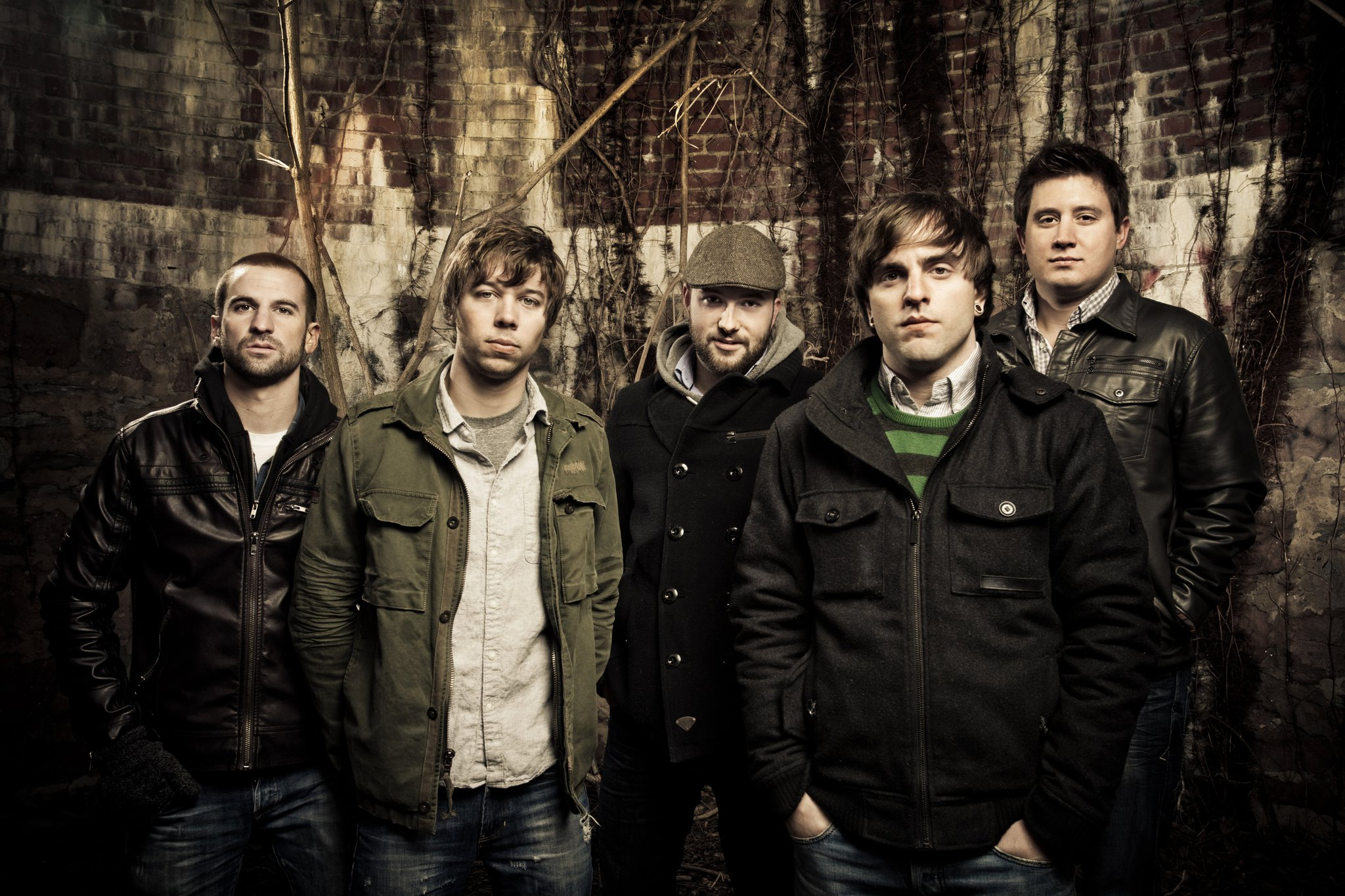
August Burns Red en avril 2011.

Le 27 juillet 2010, le guitariste Brubaker explique que le groupe prendra une pause avant l'écriture de leur prochain album. Le 12 février 2011, le groupe annonce via Facebook annonce l'écriture complète et leur entrée en studio pour le jour de la Saint-Valentin. Le 5 avril, August Burns Red révèle le titre qui est Leveler. Leveler est publié le 21 juin 2011 sous deux formats ; standard et deluxe. La version deluxe de Leveler contient des chansons bonus, soit une version acoustique de la chanson Internal Cannon. L'album se vend mieux comparé à leurs précédents opus, avec 29 000 exemplaires la première semaine de publication rien qu'aux États-Unis. Ces ventes permettent à l'album de se classer 11e au Billboard 200. August Burns Red prend ensuite part au Vans Warped Tour de 2011.
August Burns Red organise leur tournée Leveler au premier trimestre 2012. August Burns Red fait paraître l'album August Burns Red Presents: Sleddin' Hill le 9 octobre 2012. Le 8 février 2013, le groupe s'annonce pour le Warped Tour 2013 avec Bring Me the Horizon, NeverShoutNever, Black Veil Brides, 3OH!3, Crizzly et Bowling for Soup.

### Rescue and Restore(depuis 2013)
Le 12 février 2013, le groupe annonce le retour au studio d'enregistrement pour leur prochain album. Carson Slovak (Century) et Grant McFarland (ancien batteur de This or the Apocalypse) voient trop grand la production de l'album. Le guitariste JB Brubaker explique que le groupe : « ...a dépassé les limites de notre genre plus que ce que nous avons déjà fait. [...] C'est plein de rythme et de breakdowns, des twists et turns inattendus, avec certains de nos riffs les plus techniques en date. On a travaillé comme des dingues pour que tout s'emboîte comme il le faut. Je sais qu'on dit toujours ça, mais c'est notre album le plus ambitieux à ce jour. » Le 5 mai, ils annoncent la sortie de leur album Rescue & Restore pour le 23 juin 2013. L'album débute neuvième au Billboard 200. Dans les paroles, l'album se centre sur la dépression, le décès d'un être cher, et la tolérance. Il s'inspire également du metal progressif, du thrash metal et de la nature mélodique du rock. Adam Gray du groupe Texas in July participe brièvement à l'album.
Le 30 août, ils annoncent la publication d'un DVD documentaire intitulé Foreign and Familiar avant la fin de l'année. Le 5 août 2014, le groupe annonce sa signature au label Fearless Records et la publication d'un nouveau single, The Wake, extrait de leur album Found in Far Away Places disponible en précommande le 13 avril 2015. Le groupe organise ensuite le Frozen Flame Tour du 22 janvier au 8 mars 2015 avec Miss May I, Northlane, Fit for a King et ERRA.

## Style et image

### Style musical
August Burns Red est généralement considéré comme un groupe de metalcore,,,, et s'inspire également de certains aspects du metal progressif, et du thrash metal. Le groupe s'identifie également dans le style metalcore mélodique. Les chansons de August Burns Red se composent fréquemment de breakdowns et de riffs de guitare mélodiques, techniques ou à tempo varié, inspiré de groupes comme Meshuggah, Symphony in Peril, Pelican, The Dillinger Escape Plan, Between the Buried and Me, Misery Signals et Hopesfall.

### Engagement religieux
August Burns Red est un groupe chrétien. JB Brubaker explique dans une entrevue avec le webzine Shout!, que « le christiannisme est une religion, pas un style musical » et qu'il souhaiterait « plutôt que la musique parle d'elle-même. » Brent Rambler commente sur le fait que « C'est important pour nous que les gens sachent que nous sommes effectivement chrétiens... »

## Membres

### Membres actuels
- John Benjamin « JB » Brubaker[42] − guitare lead (depuis 2003)
- Brent Rambler − guitare rythmique  (depuis 2003)
- Matt Greiner − batterie, piano (depuis 2003)
- Jake Luhrs − chant (depuis 2006)
- Dustin Davidson − guitare basse, chœur (depuis 2006)

### Anciens membres
- Jon Hershey − chant (2003–2004)
- Jordan Tuscan − guitare basse (2003–2006)
- Josh McManness − chant (2004–2006)

## Discographie
- 2005 : Thrill Seeker
- 2007 : Messengers
- 2009 : Constellations
- 2011 : Leveler
- 2012 : August Burns Red Presents: Sleddin' Hill
- 2013 : Rescue & Restore
- 2015 : Found in Far Away Places
- 2017 : Phantom Anthem
- 2020 : Guardians
- 2021 : Leveler : 10th Anniversary Edition
- 2023 : Death Below